# Malotice
Malotice (en allemand : Malotitz) est une commune du district de Kolín, dans la région de Bohême-Centrale, en République tchèque. Sa population s'élevait à 347 habitants en 2020.

## Géographie
Malotice se trouve à 4 km au sud de Kouřim, à 17,5 km au sud-ouest de Kolín et à 42 km à l'est-sud-est de Prague.
La commune est limitée par Ždánice au nord, par Zásmuky à l'est, par Barchovice au sud et par Oleška à l'ouest.

## Histoire
La première mention écrite de la localité date de 1295.

## Administration
La commune se compose de deux quartiers :
- Malotice
- Lhotky

## Transports
Par la route, Malotice se trouve à 5,5 km de Kouřim, à 22 km de Kolín et à 51 km de Prague.